# Loweia limbojuncta
Loweia limbojuncta är en fjärilsart som beskrevs av Barend J. Lempke 1954. Loweia limbojuncta ingår i släktet Loweia och familjen juvelvingar. Inga underarter finns listade i Catalogue of Life.